# 草本植物

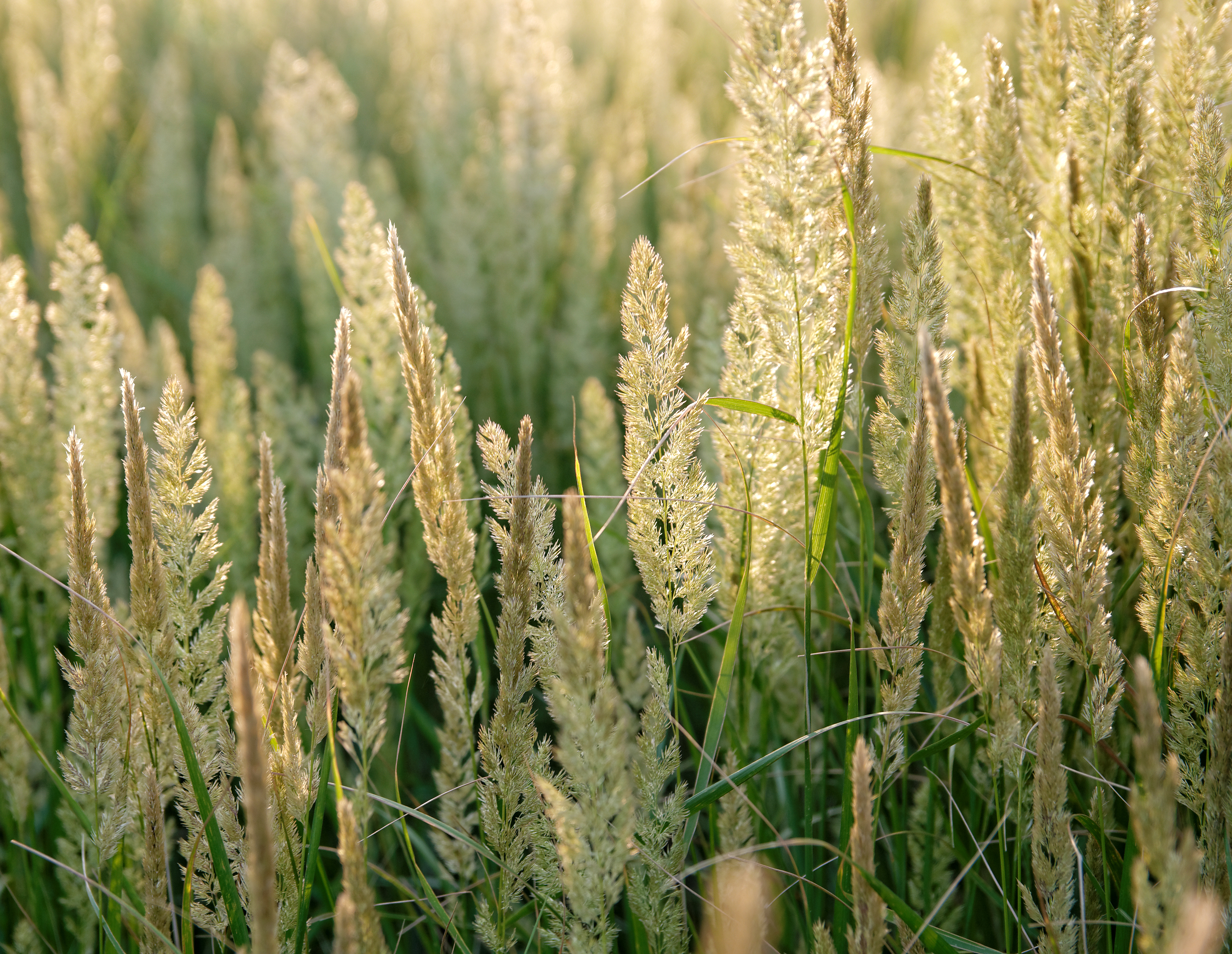
草本植物

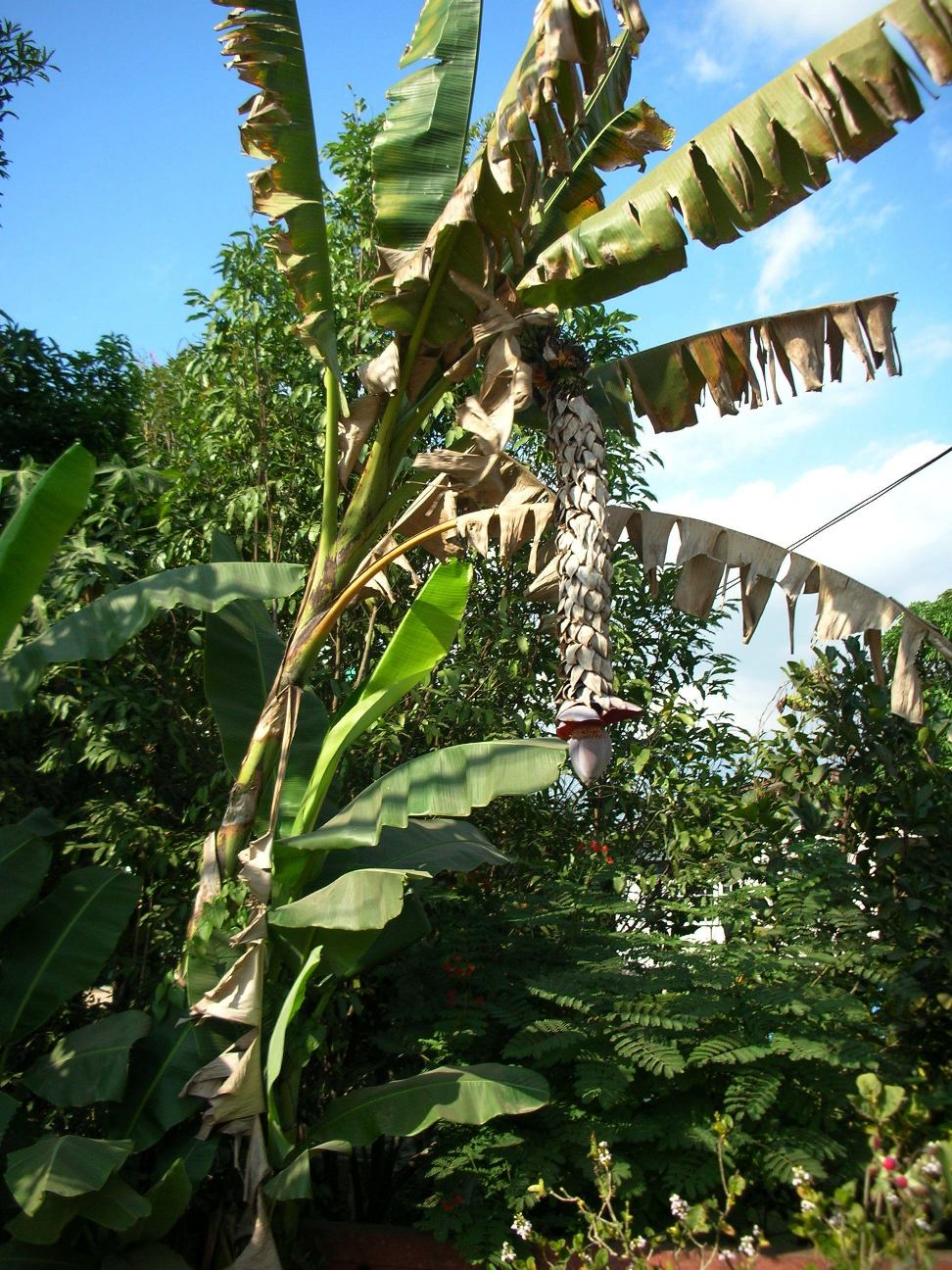
香蕉是多年生草本植物，称“香蕉树”是约定俗成，英语亦俗称“banana tree”，實際上是“香蕉草”。

草本植物（herbaceous plants）是一类植物的总称，其茎幹不具宿存性，无木质化而质地柔弱，一般寿命较木本植物短，可分为一年生、二年生和多年生草本；但此类群并非生物分類學中植物的一个单元。与草本植物相对应的概念是木本植物，人们通常将草本植物称作“草”，而将木本植物称为“树”。
汉语的草广义上大致对应草本植物（少数灌木亦称为草，如醉鱼草、通草、莽草），狭义上指除去竹蕉、庄稼、蔬果、花卉以外的草本植物。通常用来翻译“草”的英语单词所指范围都比“草”狭窄：grass指禾本科植物；forb指除禾草类以外的草本植物；weed指杂草、野草；herb 则指香草、药草。

## 草质茎
草本植物和木本植物最显著的区别在于它们茎的支持力量，草本植物的支持力量为膨壓。

## 重要性
草本植物有很多用处。所有主要的粮食，如小麦，稻米，玉米，大麦，高粱等都是草本植物。猪牛马羊等各类家畜也都食用草本植物。大自然中的草本植物不只是动物的食物，还能制造大量氧气和防止水土流失。

## 备注
1. ↑  “宿存”是积留而存在的意思；在植物学中，表示仍然留存下来，不因季节、生长、发育或生殖而凋谢、死亡、脱落、退化或消失。

## 延伸阅读
[在维基数据编辑]
 《欽定古今圖書集成·博物彙編·草木典·草部》，出自陈梦雷《古今圖書集成》